# 다양성관리
다양성관리는 경영학의 경영관리 분야의 일부로 기업조직이 처한 환경인 시장뿐만 아니라 내부에서도 문화 다양성이 증가하면서 이를 관리하기 위한 연구와 실천 방안들이다. 다양한 인종과 문화가 섞인 미국의 기업조직의 다양한 부문인 인종간, 성별간, 종교간, 연령간, 문화간 차이와 융합에 대해 연구되기 시작했으며, 점차 영국과 독일, 프랑스 등과 같은 유럽지역에서도 관심을 기울이는 분야가 되었다. 자국문화가 강한 아시아 지역 기업에서는 아직 다양한 부문의 다양성관리보다는 성별 차별과 연령 차별과 같은 제한적 문제에 대해 연구가 진행 중이다. 
대한민국에서는 주로 성별과 연령에 대한 연구가 집중되어 오다가 2010년대가 되면서 다문화 현상이 시장뿐만 아니라 기업 내부에서도 나타나자 인종, 문화, 종교, 국가 출신 차이와 융합에 대한 연구로 확장중이다.    

## 같이 보기
- 적극적 우대조치
- 연령 차별
- 역차별
- 여성 노동자